# Lobkovický breviář
Lobkovický brevíř je rukopis z doby jagellonské, pochází z roku 1494 a je uložen v depozitáři pražské Národní knihovny (XXIII F 202). Původně byl jedním z cenných kousků knihovny Lobkoviců. Iluminace v tomto díle představují jeden z nejstarších dokladů pronikání renesančního umění do české knižní tvorby.